# Record of Youth
Record of Youth (en coréen : 청춘기록 ; RR : Cheongchun-girok) est une série télévisée sud-coréenne mettant en scène Park Bo-gum, Park So-dam, Byeon Woo-seok et Kwon Soo-hyun,.
Elle est diffusée entre le 7 septembre et le 27 octobre 2020 sur la chaîne tvN, tous les lundis et mardis à 21h00 et est disponible en streaming dans le monde entier sur la plateforme Netflix.

## Distribution

### Acteurs principaux
- Park Bo-gum : Sa Hye-jun
- Park So-dam : Ahn Jeong-ha
- Byeon Woo-seok : Won Hae-hyo
- Kwon Soo-hyun : Kim Jin-woo

### Acteurs secondaires
Famille de Sa Hye-jun
- Ha Hee-ra : Han Ae-sook, la mère de Sa Hye-jun
- Park Soo-young : Sa Young-nam, le père de Sa Hye-jun
- Han Jin-hee : Sa Min-gi, le grand-père de Sa Hye-jun
- Lee Jae-won : Sa Kyeong-jun, le frère ainé de Sa Hye-jun

Famille de Won Hae-hyo
- Shin Ae-ra : Kim Yi-young, la mère de Won Hae-hyo
- Seo Sang-won : Won Tae-kyeong, le père de Won Hae-hyo
- Jo Yoo-jung : Won Hae-na, la sœur cadette de Won Hae-hyo

Famille de Kim Jin-woo
- Jung Min-sung : Kim Jang-man, le père de Kim Jin-woo
- Park Sung-yeon : Lee Kyung-mi, la mère de Kim Jin-woo
- Jang Yi-jung : Kim Jin-ri, la sœur ainée de Kim Jin-woo

### Autres
- Shin Dong-mi : Lee Min-jae
- Lee Chang-hoon : Lee Tae-soo
- Park Se-hyun : Choi Soo-bin, le collègue de travail d'Ahn Jeong-ha
- Yang So-min : La directrice du salon
- Jo Ji-seung : Jin-ju
- Lim Ki-hong : Yang Moo-jin